# 天津恒隆廣場
天津恒隆廣場，是一座位于中国天津市和平区兴安路166号的商业综合体，长达380米，建筑面积152,831平方米，地处和平路-滨江道商圈。

## 外部連結
- 天津恒隆广场（平路步行街项目）